# Мелони (Рим)
Мелони је насеље у Италији у округу Рим, региону Лацио.
Према процени из 2011. у насељу је живело 23 становника. Насеље се налази на надморској висини од 161 м.